# 大河内久雄
大河内 久雄（おおこうち ひさお）は、江戸時代中期‐後期の旗本。大河内宗家19代。石高は715石。

## 生涯
宝暦3年（1753年）に大河内豊貫の長男として生まれる。宝暦13年（1763年）9月1日、初めて将軍家治に拝謁する。明和7年（1770年）10月に父が死去し、12月27日に家督を相続する。明和8年（1771年）12月24日に西丸書院番、寛政2年（1790年）4月2日に本丸勤めとなる。寛政8年（1796年）12月10日に将軍世子・家慶附となり、再び西丸へ勤める。文化3年（1806年）7月25日に死去。享年54。